# Clôture de haute qualité environnementale

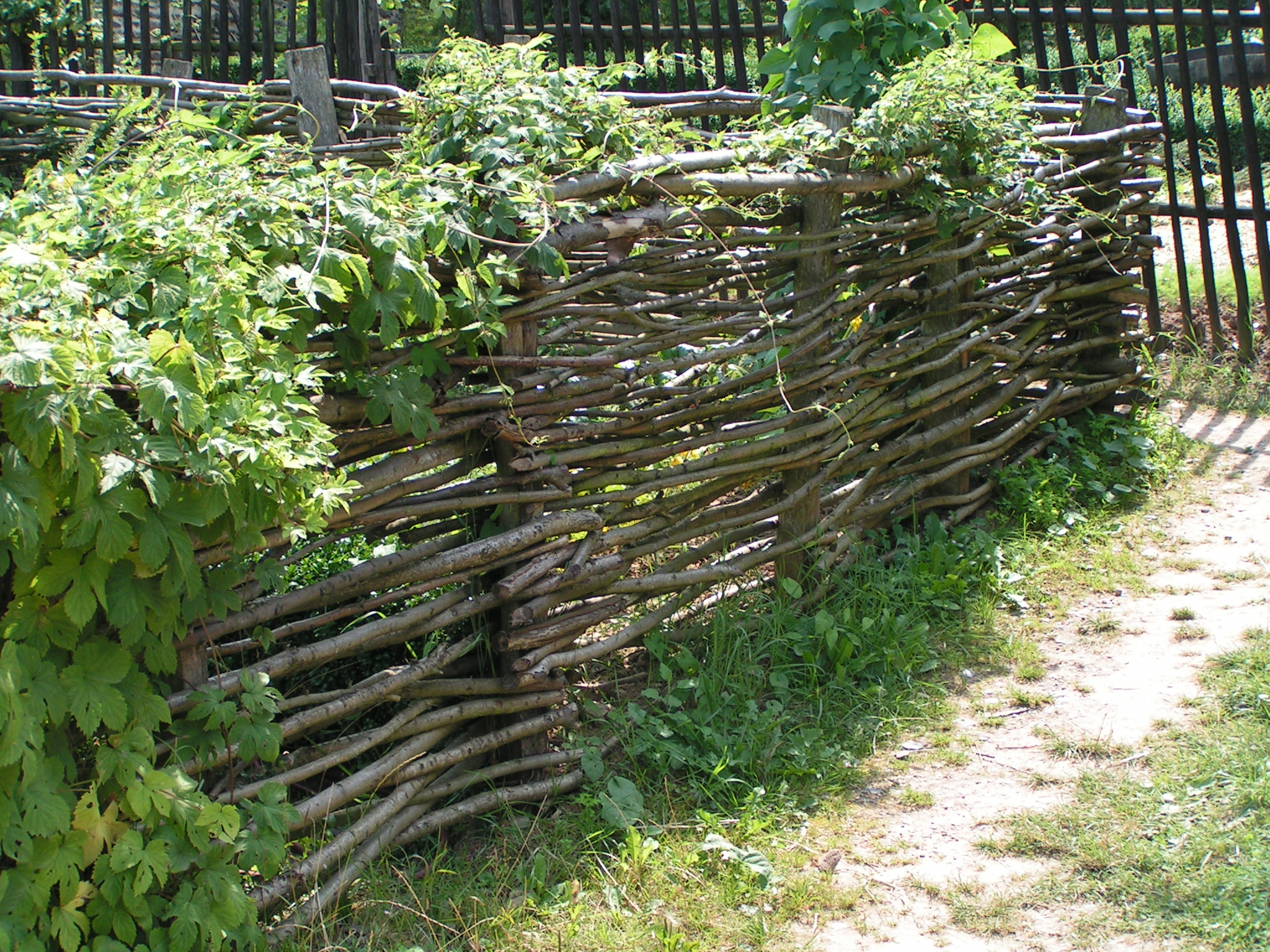
Un des objectifs de l'approche HQE est d'utiliser des matériaux locaux, non toxiques et biodégradables. Le plessage des saules permet même à ces derniers de reprendre racine et de former une clôture vivante. Le plessage est ici colonisé par du houblon

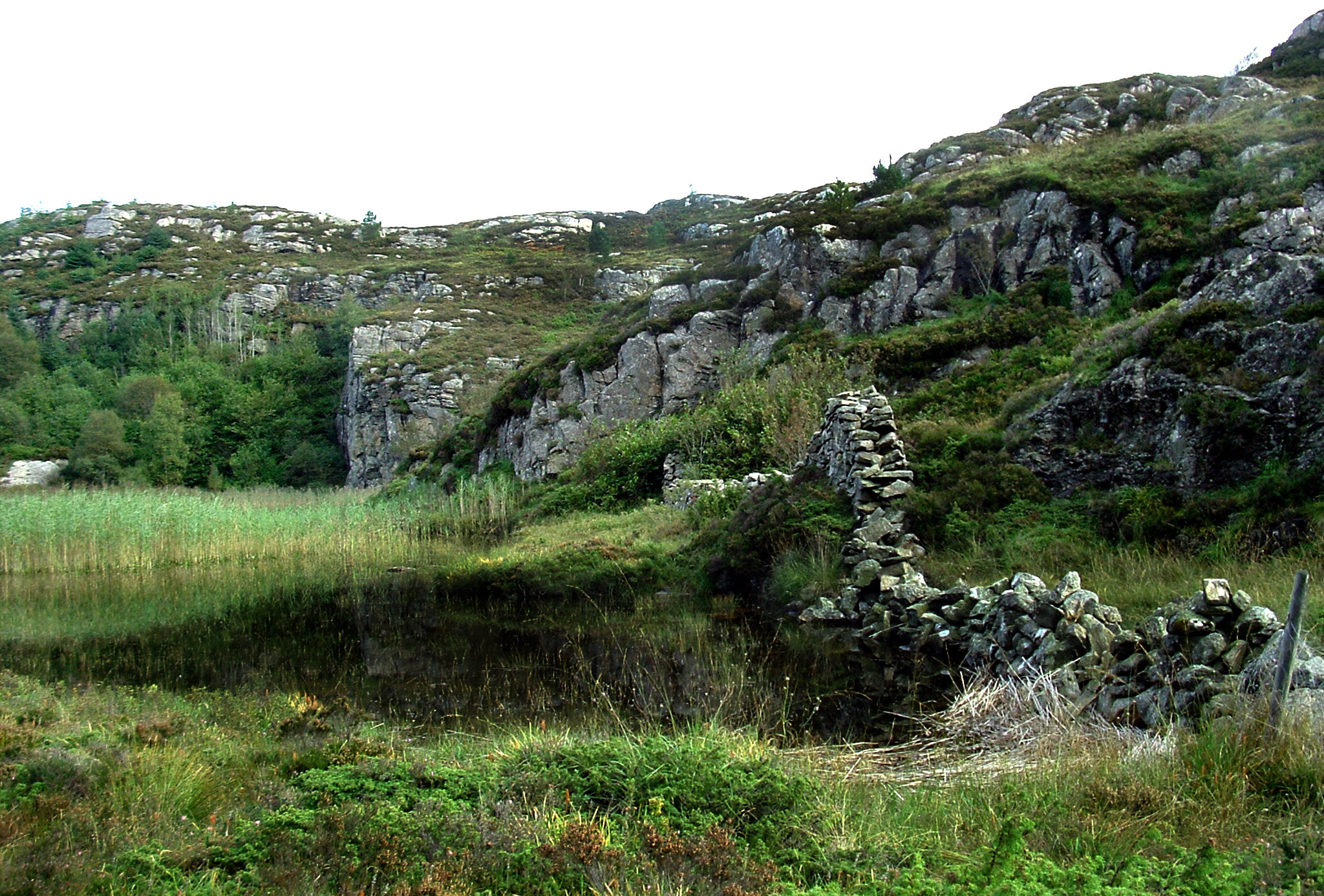
Le muret de pierre sèche est un mode ancien de délimitation des parcelles, et le moyen d'en stocker les pierres qui gênent la culture

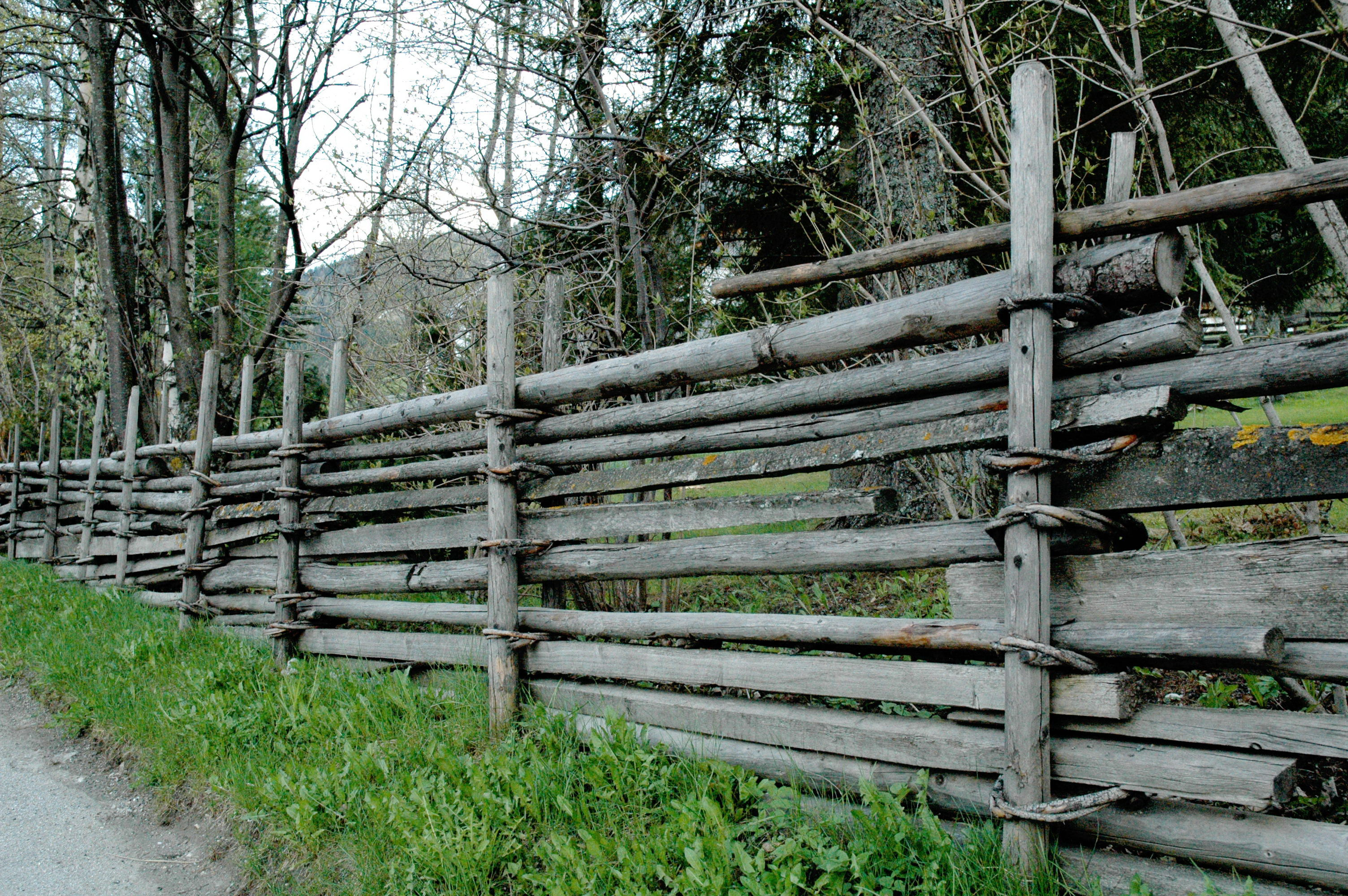
Clôture entièrement biodégradable faite de troncs de jeunes arbres, empilés entre des poteaux ligaturés par des lanières de bois (Saint Oswald, communauté de Bad Kleinkirchheim, Carintie, Autriche (mai 2004). Ni clous, ni fil de fer, ni ciment ne sont ici nécessaires.

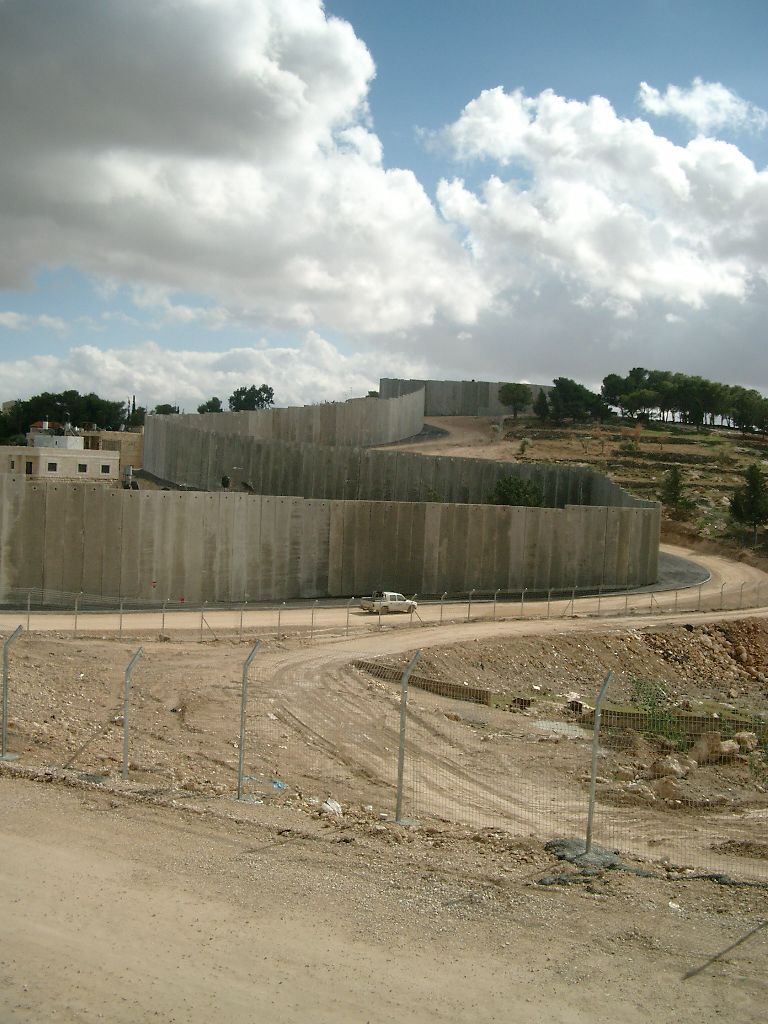
On parlera ici de mur plus que de clôture. Il sépare Israël et la Palestine, avec une fonction uniquement utilitaire et sécuritaire. Il isole des populations humaines, mais est aussi un facteur supplémentaire de fragmentation écologique.

Au même titre que les infrastructures de transport - qu'elles enclosent parfois (Cf. Autoroutes, TGV, voies privées..) -  les clôtures contribuent à la fragmentation écopaysagère qui est devenue une des premières causes de régression de la biodiversité. Pour certaines espèces et en fonction du type de clôture, l'Europe est ainsi fragmentée en dizaines à centaines de millions de morceaux par des clôtures. Les impacts de cette fragmentation commencent à peine à être étudiés.
Une clôture dite de « haute qualité environnementale » (HQE) est conçue pour diminuer l'impact de ses matériaux, de son transport, de sa mise en œuvre et de son entretien sur la biodiversité, que ce soit en zone agricole, dans une zone commerciale ou industrielle ou autour de jardins publics ou privés. 

## Objectifs
L'objet apparemment contradictoire de clôtures dites HQE est de limiter un terrain ou d'en interdire l'entrée, tout en permettant à de nombreux animaux sauvages d'y entrer et d'en sortir.

L'objectif de laisser circuler des animaux sauvages est dû au fait que leurs habitats naturels et non fragmentés sont de moins en moins nombreux et étendus ; certaines clôtures ont en effet le défaut d'aggraver le phénomène de fragmentation écopaysagère en entravant l'accès à des habitats naturels ou de substitution, et donc de sources de nourriture, de lieux de repos, d'habitat ou de reproduction indispensables à la survie de nombreuses espèces. 
Ce type de clôtures participe de l'approche architecturale dite à haute qualité environnementale. Les approches de type quinzième cible HQE consistent à concevoir la clôture comme un filtre, laissant sélectivement passer certaines espèces jugées indésirables, pour tenter de contribuer au remaillage des paysages par des corridors biologiques. Elles invitent aussi leurs concepteurs et propriétaires à les végétaliser et à les concevoir et les gérer de manière qu'elles offrent des niches écologiques de substitution aux espèces qui perdent leur habitat naturel.

## Cas des clôtures naturelles
Les clôtures naturelles sont, de manière générale, plus adaptées au passage de la faune sauvage.
On peut envisager et combiner différents types de clôtures peu artificialisantes, dont par exemple :
- La haie champêtre utilisée depuis des siècles comme clôture, éventuellement associée à un talus ou fossé, permettant de se protéger du regard d'autrui, des excès du climat, de l'érosion des sols, tout en offrant du bois d'œuvre ou de chauffage et en servant de corridor biologique.

Le choix d'essences locales, naturelles et adaptées renforce son intérêt pour la biodiversité et sa résilience. 
Pour respecter l'environnement, il est conseillé d'éviter les haies monospécifiques et uniformes, plus sensibles aux aléas climatiques et aux maladies et moins appréciées de la faune. On peut privilégier les espèces qui produiront des baies et fruits comestibles pour la faune et l'avifaune, avec par exemple, pour une région du centre de l'Europe de l'Ouest ; la viorne obier, le sureau noir, le cornouiller sanguin, le cornouiller mâle, le sorbier des oiseleurs, l'alisier, le noisetier, le charme, le houx ou encore l'aubépine, l'églantier et le prunelier. Le chèvrefeuille embaumera les soirées d'été. Le troène ou le buis isoleront visuellement. Le pied de la haie ne doit pas être désherbé, il peut accueillir une flore riche, dont la fraise des bois.
Une haie champêtre est très favorable au maintien de la biodiversité dans le jardin, le champ ou la zone d'activité. C'est le dernier refuge des coccinelles et des carabes respectivement grands prédateurs des pucerons et limaces. Les haies anciennes abritent et attirent les rapaces nocturnes et chauve-souris qui contrôlent les populations d'insectes et de rongeurs indésirables.
Des espèces comme le houx (mâle), l'aubépine ou l'églantier attirent précocement au printemps une multitude d'insectes pollinisateurs (syrphes, guêpe et abeille). En automne, les fruits de l'aubépine (cenelle) et de l'églantier (cynorhodon) très riches en vitamines sont très appréciés des oiseaux sédentaires ou de passage. En hiver, la haie offre un refuge à l'abri du froid et des intempéries pour de nombreuses espèces (oiseau, musaraigne, hérisson). Le lierre offre aux abeilles le dernier pollen de l'automne et les premiers fruits aux oiseaux de retour de migration en fin d'hiver.
- Un simple fossé assez large, profond et vaseux est généralement aussi dissuasif et difficile à franchir qu'une clôture. Certains petits animaux pourront néanmoins le traverser. Comme ses berges, il peut aussi avoir une fonction de petit corridor biologique et/ou d'épuration et stockage d'eau.

- Les ronciers et haies d'épineux (aubépine, prunellier en Europe) constituent des clôtures efficaces et un habitat important pour la faune, mais nécessitent un entretien.

## Cas des clôtures artificielles

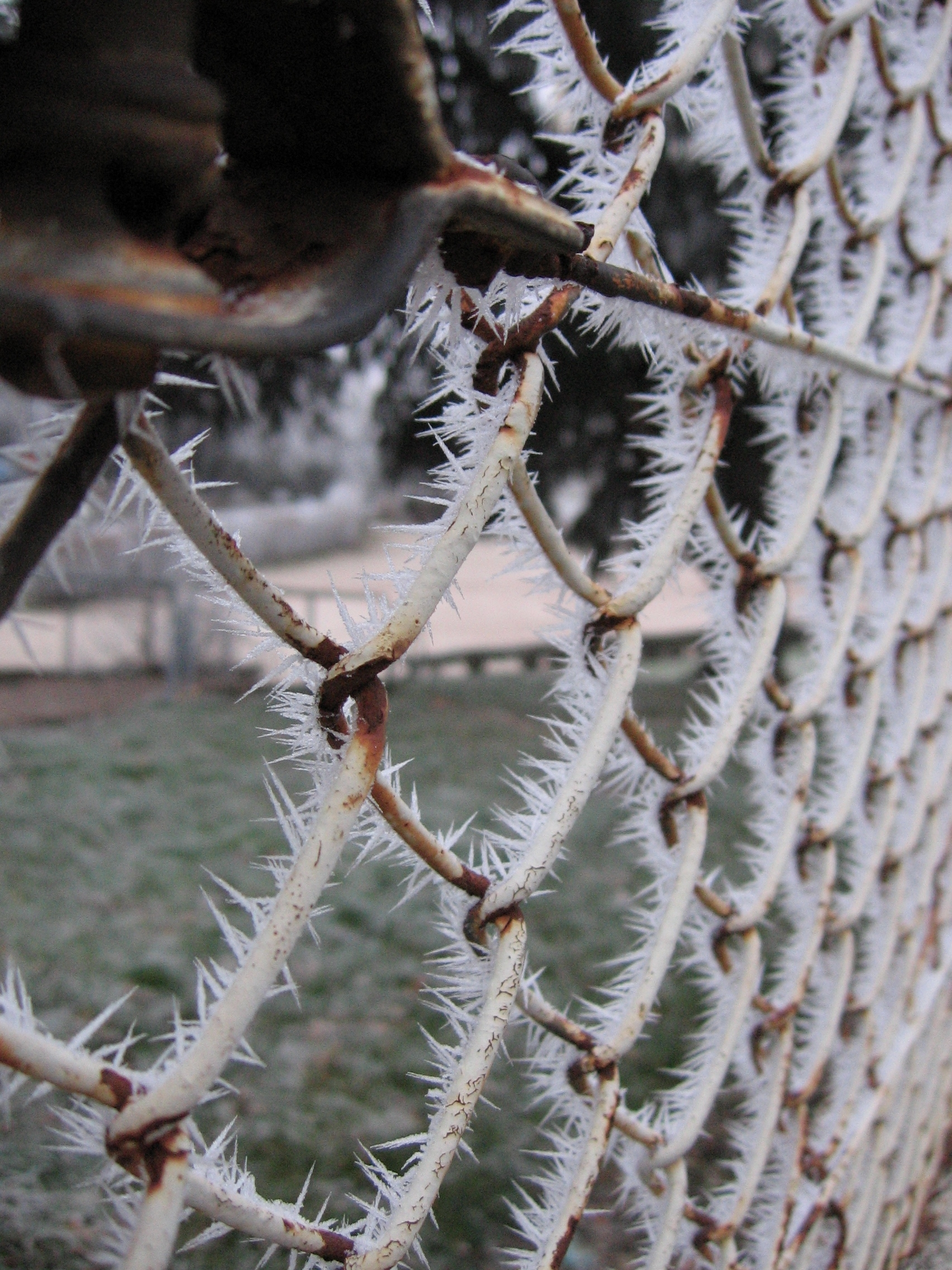
Une clôture grillagée (ici couverte de givre) demande peu d'entretien, mais ne peut remplir les mêmes fonctions microclimatiques ou écologiques qu'une haie ou que la même clôture si elle était végétalisée

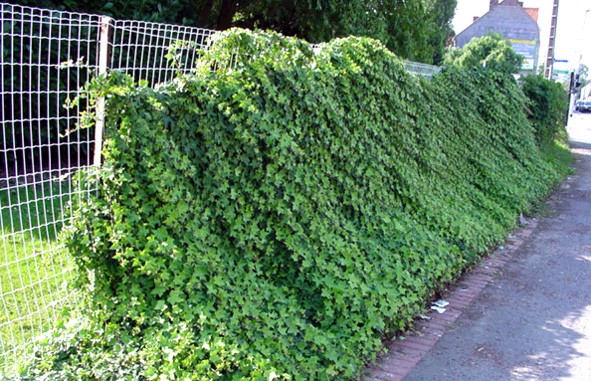
Ici, le lierre transforme la clôture en élément vivant et fonctionnel du réseau écologique local ; la clôture, d'un obstacle devient un mini-corridor biologique, un puits de carbone, production d'oxygène, de pollen, de fruits, épuration de l'air, accueil de la faune (le lierre abrite de nombreux nids d'oiseaux et de nombreux insectes). Ici, en grandissant le lierre va englober le grillage, mais on aurait aussi pu prévoir une structure biodégradable (bois non traité par exemple). Un tel lierre peut ensuite être taillé et a priori survivre des décennies, voire plusieurs siècles.

Une grande variété de matériaux est utilisée pour construire une clôture : bois, pierre, brique, parpaings, grillage, fils barbelés ou électrifiés, etc.
Plus une clôture est "ouverte", plus elle favorise le passage des animaux ; une clôture en fils barbelés sera écologiquement plus « perméable » qu'un grillage, lui-même plus perméable qu'un mur en brique ou en béton.
Lorsque la clôture existe déjà, on peut augmenter son potentiel écologique par quelques aménagements.
- Une première solution consiste à faire des ouvertures de diamètres variables au pied de la clôture. Cela permet le passage des petits mammifères (hérisson, renard éventuellement). Cependant, ce type d'aménagement offre, en fonction du diamètre des ouvertures, une entrée potentielle aux chiens errants ou à quelques espèces indésirables.
- Une autre solution expérimentée[1] en Grande-Bretagne et jusque dans Londres dans le cadre de la restauration des corridors biologiques pour les renards, est de placer de chaque côté du mur ou du grillage une échelle en pente douce. Les barreaux de cette échelle sont conçus judicieusement : ils résistent au passage d'un renard mais cèdent sous le poids d'un homme. Le rôle de la clôture n'est pas altéré. L'échelle peut éventuellement être recouverte de lierre ou de tout autre épiphyte.
- Si les deux solutions précédentes ne sont pas applicables, on peut alors végétaliser les murs.

## Précautions
Certaines clôtures sont utiles à la protection d'animaux, pour se prémunir d'espèces invasives ou envahissantes, ou par exemple pour protéger les amphibiens du roadkill (écrasement sur les routes). On peut ainsi protéger les batraciens en migration (y compris tritons et salamandres) des dangers d'une route par une petite clôture à maille fine ou en matériaux lisses, munie d'un revers afin que les animaux capables de grimper sur des parois perpendiculaires ne puissent pas la franchir (les tritons par exemple, sont capables de monter sur une paroi en verre d'un mètre de haut). Cette paroi peut les guider vers un petit écoduc de type crapauduc ou batrachoduc.